# ري تشون هي
ري تشون هي (리춘히) مذيعة أخبار كورية شمالية. وهي معروفة بتعابيرها الانفعالية وبنبرتها العالية والعدائية. وكانت هي من أعلن رسمياً وفاة كم إل سونغ في عام 1994 ووفاة كم جونغ إل في عام 2011.